# Navicordulia longistyla
Navicordulia longistyla är en trollsländeart som beskrevs av Machado och Costa 1995. Navicordulia longistyla ingår i släktet Navicordulia och familjen skimmertrollsländor. Inga underarter finns listade i Catalogue of Life.